# 伊耶·蘇米拉特
伊耶·蘇米拉特（1950年11月15日—2025年7月22日），出生於西爪哇省萬隆，前印尼男子羽球運動員。
伊耶·蘇米拉特是1970年代印尼的頂尖單打選手，在中國球員仍缺席国际羽毛球联合会認可賽事的時代，他與其他印尼好手主宰了當時的國際羽壇。隨著同胞梁海量在1976年3月贏得了他的第八個全英羽球錦標賽男子單打冠軍，殺球強勁的他贏得在泰國曼谷舉行的亞洲邀請賽，並在決賽中擠下年紀略大的中國羽球傳奇人物侯加昌。在1977年的第一屆國際羽聯世界錦標賽中，他進入了半決賽，但被最終的冠軍弗來明·戴夫斯擊敗。
伊耶曾於1976年和1979年代表印尼參加湯姆斯盃。在1976年湯姆斯盃裡，他擔任支援角色。在1979年湯姆斯盃裡，他與林水鏡並列兩個主要單打，並在半決賽和決賽完勝對手。
伊耶在他的高水平職業生涯結束後執教，曾經幫助陶菲克·希達亞特學習具備欺騙性的網前技巧。
2025年7月22日，伊耶·蘇米拉特逝於萬隆，享年74歲。